# Benbrook
La ville américaine de Benbrook est située dans le comté de Tarrant, dans l’État du Texas. Lors du recensement de 2010, elle comptait 21 234 habitants.

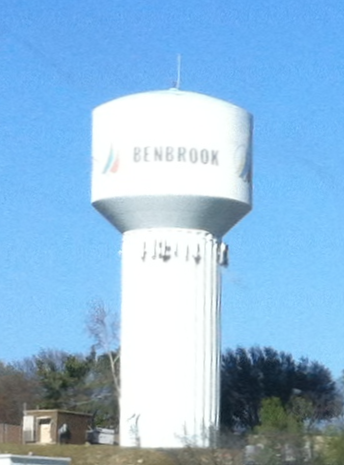
L'un des châteaux d'eau de Benbrook

## Source
- (en) Cet article est partiellement ou en totalité issu de l’article de Wikipédia en anglais intitulé « Benbrook, Texas » (voir la liste des auteurs).